# Airdrop Peak
L'Airdrop Peak è una montagna antartica alta 890 m, caratterizzata da una vetta costituita da due picchi gemelli e situata all'estremità settentrionale del Commonwealth Range, catena montuosa che fa parte dei Monti della Regina Maud, in Antartide. 
È la prima vetta dell'Ebony Ridge per chi arriva da nordovest.

## Storia
L'11 dicembre 1959, mentre alcuni esploratori neozelandesi stavano conducendo osservazioni sul più alto dei due picchi gemelli, un aereo Douglas C-47 Dakota/Skytrain appartenente alla squadriglia VX-6 della U.S. Navy sorvolò la cima per lanciare col paracadute dei pezzi di ricambio con cui sostituire un componente della radio della spedizione che si era rotto. La denominazione venne assegnata dalla New Zealand Alpine Club Antarctic Expedition (1959–60) in ricordo di questo avvenimento.